# Geistesgeschichte
Der Begriff Geistesgeschichte kombiniert die Wörter Geist (bezogen auf den metaphysischen, geistigen, intellektuellen Bereich) und Geschichte (bezogen auf die Entstehung, Überlieferung und Entwicklung geistiger Auffassungen und aus ihnen entstandener kultureller Gebilde). Die Übersetzung in andere Sprachen ist schwierig: Im Englischen gibt es sie nur als deutsches Fremdwort, intellectual history oder history of ideas kommen am nächsten, im Französischen histoire intellectuelle oder histoire des idées (vgl. die Verlinkung in der Wikipedia).
Geistesgeschichte bezeichnet in der deutschen Tradition ein methodisches Vorgehen in den Geisteswissenschaften, also jenen Wissenschaften, welche sich mit der Entstehung, Gestaltung, Überlieferung und Wirkung von geistigen Vorstellungen (Ideen) und Strömungen oder Epochen befassen, inklusive ihrer Manifestierungen in kulturellen Gebilden. Dazu zählen insbesondere die Religionsgeschichte, Philosophiegeschichte, Literaturgeschichte, Kunstgeschichte und Wissenschaftsgeschichte. Viele geistesgeschichtliche Fragestellungen betreffen dabei mehrere dieser Teildisziplinen, und die klassische Bestimmung des Propriums geistesgeschichtlicher Methodik setzt den Akzent auf diese interdisziplinäre Verbindung. Gegenstand sind klassischerweise übergreifende Auffassungen und Entwicklungen von Weltbildern, Weltanschauungen und deren Einzelaspekten innerhalb oder zwischen verschiedenen geistigen Strömungen oder Epochen.

## Entwicklung der geistesgeschichtlichen Methode
Der schottische Dichter John Barclay (1582–1621) hatte in seinem 1614 erschienenen Werk Icon sive descriptio animorum quinque praecipuarum nationum in Europa versucht, eine Charakteristik des „Geistes“ (spiritus) der unterschiedlichen europäischen Nationen zu geben. Ähnliche Bemühungen gibt es bei Montesquieu und Voltaire. In der deutschen Aufklärungsphilosophie ist bei Dieterich Tiedemann und Georg Gustav Fülleborn die Rede vom „Geist“ unterschiedlicher philosophischer Ansätze und allgemein auch von einem „Zeitgeist“. Der deutsche Idealismus und die Romantik knüpft an diese Auffassungen an und spricht mit Georg Wilhelm Friedrich Hegel und anderen z. B. von einem „objektiven Geist“, „der sich in verschiedenen Momenten manifestiert und auslegt“. Heinrich Ritter entwirft in Anlehnung an Hegel und Friedrich Schleiermacher das Programm einer Erkenntnis des „Geists“ „[n]icht nur […] des einzelnen Philosophen […], auch […] seiner Schule, […] seiner Zeit, […] seines Volkes, indem vorausgesetzt wird, daß in allen diesen Gestalten sich eine eigentümliche Art finde, nach welcher die Kraft der Menschheit sich äußere. Die höchste Aufgabe für die Geschichte würde es sein, wenn sie erreichbar wäre, den Geist der Menschheit selbst darzustellen.“
Im Anschluss an Friedrich Wilhelm Joseph Schelling werden außerdem Wissenschaften der Natur und des Geistes unterschieden. Während dies bei Schelling keine Gegensetzung meint, erfolgt eine solche in der Ausarbeitung einer geistesgeschichtlichen Methode durch Wilhelm Dilthey und seine Schüler, welche dabei größtenteils lebensphilosophische Annahmen zugrunde legen. In der von diesem Kreis seit 1923 herausgegebenen Deutschen Vierteljahrsschrift für Literaturwissenschaft und Geistesgeschichte werden auch verschiedentlich methodologische Publikationen zur Bestimmung des geistesgeschichtlichen Forschungsprogramms veröffentlicht, z. B. von Erich Rothacker, Eduard Spranger und Clemens Lugowski. Diese Ausbestimmung ist auch zu erklären durch die Abwendung von positivistischen Engführungen in der Geschichtswissenschaft und Literaturgeschichte. Die anfängliche Orientierung an einem metaphysisch anspruchsvollen und unter modernen Verstehensbedingungen schwer fasslichen Geistbegriff verliert sich dabei zugunsten einer „systematischen Nutzung aller irgend vorhandenen hermeneutischen Hilfsmittel“.

## Unterscheidung Natur-/Geisteswissenschaften
In der heute bekannten Form stammt sie hauptsächlich von Wilhelm Dilthey. Er wollte eine eigene theoretische und methodologische Begründung der Literatur- und anderer Kulturwissenschaften leisten, nämlich im Gegenzug zu deren Orientierung an den im 19. Jahrhundert empirisch-gesetzmäßig begründeten und deshalb führend und für andere Wissenschaften vorbildlich gewordenen Naturwissenschaften. Dilthey nahm an, dass menschliche Erfahrung sich in zwei Bereiche teile: den der umgebenden Welt (Natur) mit ihren objektiv-gesetzmäßigen Gegebenheiten, und den der inneren Erfahrung und ihrer Manifestationen (Kultur). Letztere verdankten ihren Eigenwert der Tatsache des menschlichen Selbstbewusstseins, gekennzeichnet durch „eine Souveränität des Willens, eine Verantwortlichkeit der Handlungen, ein Vermögen, alles dem Gedanken zu unterwerfen“ und daraus kulturelle Produkte entstehen zu lassen. Gemäß Dilthey suchen die Naturwissenschaften ihre Gegenstände mit den Begriffen Ursache und Wirkung, allgemeines Gesetz und besonderer Fall zu erklären; demgegenüber würden die Geisteswissenschaften die Beziehung von Ganzem und Teil, von innerem Eindruck und äußerem Ausdruck sowie die Entwicklung geistiger Vorstellungen zu verstehen versuchen. Für Dilthey stehen allerdings beide Wissenschaftsarten im größeren Zusammenhang der Lebenswelt, von der die Naturwissenschaften aber absähen, während die Geisteswissenschaften sich auf sie rückbeziehe.

## Weltanschauung, Zeitgeist
Dilthey entwickelte auch die für die Geistesgeschichte zentrale Typologie zum Begriff Weltanschauung, die er entsprechend ihrer Haltung zur Natur in drei Grundarten einteilte: Naturalismus (der Mensch sieht sich als von der Natur bestimmt; Beispiele: Epikur, Lukrez, Thomas Hobbes, La Mettrie, Georg Büchner); Idealismus der Freiheit (der Mensch ist autonom, hat einen freien Willen und kann sich selber bestimmen; Beispiele: Friedrich Schiller, Immanuel Kant); Objektiver Idealismus (der Mensch ist sich bewusst, eins mit der Natur zu sein; Beispiele: Georg Wilhelm Friedrich Hegel, Baruch Spinoza, Giordano Bruno). Dieser Ansatz beeinflusste Karl Jaspers’ Psychologie der Weltanschauungen (1919) und dessen Dreiteilung in Die großen Philosophen (1957).
Als Vorläufer des Begriffs Weltanschauung und für die Geistesgeschichte ebenfalls wichtiger Begriff kann der Zeitgeist gelten. Er bedeutet den geistigen Zustand (nicht: Geisteszustand!) eines bestimmten Zeitraums oder einer ganzen Epoche, das heißt deren intellektuelles und kulturelles „Klima“. Eingeführt wurde er von Johann Gottfried Herder 1769 (in einer Besprechung des Werks Genius seculi von Christian Adolph Klotz) und von der deutschen Romantik übernommen (die ihn als Wesenseigenschaft eines Zeitalters betrachtete, nicht als allgemeine Beschreibung); am bekanntesten ist er aus Hegels Philosophie der Geschichte.

## Ideengeschichte
Eine Unterart der Geistesgeschichte ist die Ideengeschichte, die vom in Berlin geborenen Arthur O. Lovejoy (1873–1962; 1910–39 Professor an der Johns Hopkins University in Baltimore) zu Beginn des 20. Jahrhunderts initiiert wurde und ihren bekanntesten Ausdruck in seinem Hauptwerk The Great Chain of Being fand. Weitergeführt wurde dieser Ansatz unter anderem von René Wellek, Leo Spitzer, Ernst Robert Curtius, Isaiah Berlin, Michel Foucault (Diskurstheorie), Reinhart Koselleck (Projekt einer historischen Semantik) und anderen.
Lovejoy nimmt für die Ideengeschichte als Basiseinheit der Analyse Einzel-Ideen, -Begriffe. Diese fungieren als Bausteine der Ideengeschichte; sie bleiben für sich zwar relativ unverändert über längere Zeiträume, verbinden sich aber zu neuen Mustern und werden in immer wieder neuen Gestalten zum Ausdruck gebracht, nämlich epochentypisch und damit die Geschichte strukturierend. Die Aufgabe des Ideengeschichtlers sei es, solche Ideen und Begriffe zu identifizieren und ihr historisches Auftauchen und Wiederverschwinden zu beschreiben sowie womöglich zusammenhängend zu erklären.
Der Ausdruck die Ideengeschichte wurde erstmals vom deutschen Soziologen Karl Mannheim in seinem Werk Ideologie und Utopie (1927) verwendet. Er unterschied sie vom marxistisch-materialistischen Geschichtsschreibungstyp, nicht um in einen Idealismus zurückzufallen, sondern um die Ideengeschichte neutral-beschreibend in den historischen Entstehungsbedingungen zu verankern (wofür er anstatt von Relativismus von „Relationalismus“ spricht: Der Ideengeschichtler muss seine Gegenstände in Beziehung zu ihren Möglichkeits- und Entstehungsbedingungen setzen; statt Kontinuität kommen Veränderungen und Erneuerungen in den Blick der Forschung).

## Geistesgeschichte in der Literaturwissenschaft
Die Geistesgeschichte war die führende Theorie und Methode in der Germanistik in der ersten Hälfte des 20. Jahrhunderts, dabei Ablöserin des Positivismus und Vorgängerin für die werkimmanente Interpretation (siehe unten). Der von Auguste Comte in der ersten Hälfte des 19. Jahrhunderts entwickelte Positivismus wurde durch den französischen Historiker und Literaturhistoriker Hippolyte Taine übernommen, der kulturelle Werke als von race, milieu und temps (Ererbtes, Erlerntes, Erlebtes) bestimmt erklärte. Der Positivismus in der Germanistik leistete dementsprechend besonders in zwei Gebieten Wichtiges:
1. Autorenbiographien: Der Positivismus vertrat den Biographismus, d. h. die Einheit von Leben und Werk (was meist zu dessen Reduktion auf jenes führte), und versuchte im Sinne der erwähnten trias von Taine die Werke aus ihren Umständen zu erklären. Paradebeispiel dafür war die Liebeslyrik Goethes von Sesenheim (Friederike Brion) über Frankfurt (Lili Schönemann) und Weimar (Frau von Stein) bis nach Karlsbad (Marianne von Willemer), die – gemäß Goethes eigenem Diktum in „Dichtung und Wahrheit“, alle seine Werke seien „Bruchstücke einer großen Konfession“ – als Ausdruck seines persönlichen Lebens erforscht und gedeutet wurden. Diese Reduktion des Werks aufs Leben führte oft zum Vorwurf der „Stoffhuberei“, d. h. über Materialsammlungen und kurzschlüssige Identifikationen von Leben und Werk (unter Übergehen des geistigen Gehalts und der dichterischen Gestaltung) nicht hinauszukommen. Hauptvertreter eines solchen Positivismus in der Germanistik waren Wilhelm Scherer (1841–1886) und sein Schüler Erich Schmidt.
2. Entstehungs- und Wirkungsgeschichte einzelner literarischer Texte. Hier entstanden faktenreiche historisch-kritische Texteditionen (namentlich zu Johann Wolfgang von Goethe, Friedrich Schiller, Johann Gottfried Herder, Heinrich von Kleist) und ausgiebige Stoff- und Motivgeschichten.
Die Geistesgeschichte reagiert auf diesen rein faktenorientierten, ihr zu oberflächlich und analytisch erscheinenden Positivismus mit der Bestimmung von Dichtung und Literatur als Bestandteil (und hauptsächlich beeinflusst) von geistigen Strömungen, also als Ausdruck des Zeitgeistes (siehe oben). Marion Maren-Grisebach stellt Positivismus und Geistesgeschichte folgendermaßen gegenüber: Positivismus: Literatur spiegelt a) Wirklichkeit, historische Tatsachen und ist b) selbst Teil dieser Wirklichkeit, gibt also Erfahrungen des Gegebenen wieder und ist c) wie dieses selbst notwendig kausal bestimmt. Das führt zu folgender Verfahrensweise: beschreiben und dann erklären, Rückbezug auf die Biographie, rationale Analyse auf Induktionsbasis, im Zentrum steht das Werk-Objekt, lineares Vorgehen. Geistesgeschichte: Literatur schafft a) geistige Gebilde, spiegelt Ideen und hat Teil an Zeitgeistströmungen, die überzeitlichen Wesens sind, b) sie schafft und teilt damit Transzendenz, das Produkt schöpferischen Geistes, was c) die Literatur autonom erscheinen lässt. Das führt zu folgender Verfahrensweise: nacherlebendes Verstehen, Isolation des Werks, intuitive Synthese auf Deduktionsbasis, im Zentrum steht das Autor-Subjekt, zyklisches Vorgehen.
Wichtige geistesgeschichtliche Autoren und Werke sind:
- Fritz Strich: Deutsche Klassik und Romantik (1922),
- Paul Kluckhohn: Die Auffassung der Liebe in der Literatur des 18. Jahrhunderts und der Romantik (1922),
- Hermann August Korff: Der Geist der Goethezeit (1923–53),
- Walther Rehm: Der Todesgedanke in der deutschen Dichtung vom Mittelalter bis zur Romantik (1928),
- Rudolf Unger: Aufsätze zur Literatur- und Geistesgeschichte (1929).

Da die Geistesgeschichte als Theorie und Methode sich als anfällig für völkisches Gedankengut erwies, wurde sie nach dem Zweiten Weltkrieg abgelöst durch die werkimmanente Interpretation.

## Kritik an der Geistesgeschichte
Ab den 1960er Jahren wurden sowohl die geistesgeschichtliche wie die werkimmanente Methode zunehmend als idealistisch bis weltfremd kritisiert, zunächst vom Ansatz einer Sozialgeschichte der Literatur, dann auch von der Mentalitätsgeschichte und der historischen Anthropologie. Erstere betonte: Literatur sei weniger von geistigen Strömungen und ewigen Ideen als von sozialhistorischen Prozessen bestimmt (v. a. der Emanzipation des Bürgertums und seiner ideologischen Vorbereitung, in deren Rahmen auch Literatur gehöre). Ergänzt wurde dieser Ansatz von der Mentalitätsgeschichte, während die historische Anthropologie ein Bild vom historischen Menschen zu erstellen versuchte, für das die Integration seiner Körperlichkeit konstitutiv sei (explizit gegen Abstraktionen der Geistesgeschichte gerichtet bei Odo Marquard 1973): Wie waren physische Befindlichkeit, sinnliche Triebbedingtheit (Sexualität) und emotionale Bedürfnisse der historischen Menschen? Wie äußerten diese selbst sich dazu? Wie ist beides heute zu verstehen?
Interessanterweise war gerade die Epoche der Aufklärung Hauptinteressengebiet sowohl der Geistesgeschichte wie der Sozialgeschichte und der historischen Anthropologie. Das kann angesichts der entscheidenden historischen Epochenschwelle um 1800 (R.Koselleck) nicht verwundern.

## Wichtige geistesgeschichtliche Strömungen
- Monismen: Materialismus, Idealismus, Rationalismus, Empirismus, Sensualismus, Empfindsamkeit, Pietismus, Mystizismus, Naturalismus, Nihilismus
- Dualismen: Platonismus, Neuplatonismus und Realismus
- Individualismen: Existenzialismus, Solipsismus
- Naturrecht, Freidenker, Humanismus, Philanthropie – Misanthropie, Optimismus – Pessimismus, Stoizismus, Hedonismus, Epikureismus, Libertinismus
- Utilitarismus, Eudämonismus, Hedonismus, Ethischer Egoismus, Amoralismus
- Kollektivismen: Kommunitarismus, Sozialismus, Kommunismus, Marxismus, Liberalismus
- Agnostizismus, Atheismus; Deismus; Monotheismus, Polytheismus, Pantheismus, Panentheismus, Theismus